# Dipartimento di Francisco Morazán
Il dipartimento di Francisco Morazán è un dipartimento dell'Honduras centrale avente come capoluogo Distrito Central, una municipalità che comprende Tegucigalpa, la capitale del Paese, e Comayagüela, l'ex capitale.
Il dipartimento di Francisco Morazán comprende 28 comuni:
- Alubarén
- Cedros
- Curarén
- Distrito Central
- El Porvenir
- Guaimaca
- La Libertad
- La Venta
- Lepaterique
- Maraita
- Marale
- Nueva Armenia
- Ojojona
- Orica

- Reitoca
- Sabanagrande
- San Antonio de Oriente
- San Buenaventura
- San Ignacio
- San Juan de Flores
- San Miguelito
- Santa Ana
- Santa Lucía
- Talanga
- Tatumbla
- Valle de Ángeles
- Vallecillo
- Villa de San Francisco